# Stazione di Molfetta
Stazione di Molfetta vasútállomás Olaszországban, Molfetta településen.

## Vasútvonalak
Az állomást az alábbi vasútvonalak érintik:
- Ancona–Lecce-vasútvonal

## Kapcsolódó állomások
A vasútállomáshoz az alábbi állomások vannak a legközelebb:
- Stazione di Giovinazzo
- Stazione di Bisceglie